# Limonia nemoralis
Limonia nemoralis är en tvåvingeart som beskrevs av Evgenyi Nikolayevich Savchenko 1983. Limonia nemoralis ingår i släktet Limonia och familjen småharkrankar. Inga underarter finns listade i Catalogue of Life.